# Jadwiga Bilczewska-Stanecka
Jadwiga Bilczewska-Stanecka (ur. 22 lutego 1921 w Wilamowicach, zm. 23 lutego 1976) – polska etnografka i etnomuzykolożka, kolekcjonerka stroju wilamowskiego, pedagożka, założycielka, kierowniczka i choreografka Regionalnego Zespołu Pieśni i Tańca „Wilamowice”, autorka pieśni, wierszy i melodii.

## Życiorys
Była córką Eugeniusza (1894–1970), kierownika szkoły w Wilamowicach, oraz Heleny Konstancji z Bilczewskich (1878–1930). Miała młodsze rodzeństwo: siostrę Barbarę Tomanek (ur. 1935), w latach 1990–1994 burmistrzynię Wilamowic, regionalistkę, oraz brata Eugeniusza (1939–2008), kierownika miejscowej szkoły, a w latach 1994–2008 wiceburmistrza Wilamowic.
Szkołę podstawową ukończyła w Wilamowicach, natomiast liceum ogólnokształcące w Kętach. W 1939 zdała maturę. Dalszą edukację przerwał wybuch II wojny światowej. Mimo że znajdowała się na liście podejrzanych studentów, udało jej się uniknąć aresztowania przez Niemców i wyjechać do Wiednia, gdzie pracowała jako służąca w kilku domach. W 1942, gdy władze wiedeńskie wydały rozkaz wysiedlenia Polaków z miasta, wróciła do kraju. Najpierw pracowała jako sekretarka w gminie w Wilamowicach, następnie była ekspedientką w sklepie w Bielsku, a potem sekretarką w tartaku w Kozach. Tam współpracowała z partyzantami, przenosząc rozkazy i gazety.
W 1945 podjęła pracę w szkole podstawowej w Wilamowicach, w latach 1961–1971 była jej kierowniczką. W 1946 – jako kontynuację zespołu z międzywojnia prowadzonego przez jej ojca – założyła zespół dziecięcy, który brał udział we wszystkich lokalnych uroczystościach, wystawiał liczne przedstawienia i wieczornice. Początkowo występował w „neutralnych” strojach, by nie budzić kontrowersji ze strony dużej grupy przeciwników wilamowskiej tożsamości. Język wilamowski był wówczas zakazany. Teksty piosenek Stanecka przetłumaczyła z wilamowskiego na polski, z czasem jednak wprowadzała do repertuaru coraz więcej wilamowskich elementów. W 1948 zespół przyjął nazwę Regionalny Zespół Pieśni i Tańca „Wilamowice”. W 1955 składał się ze starszej młodzieży i miał w programie kilka tańców regionalnych. W 1957 władze gromadzkie zlikwidowały świetlicę i zespół. Po 2 latach grupa wznowiła pracę pod protektoratem TKKF, a następnie pod szyldem Cepelii w Czechowicach. Grupa nawiązała kontakty z zespołami „Śląsk” i „Mazowsze”. Kilka razy wilamowski zespół nagrywał swoje programy w Polskim Radiu i w Telewizji Polskiej. Jadwiga Bilczewska-Stanecka tworzyła programy okolicznościowych występów, np. weselnych, kolędniczych. Prowadziła badania i tworzyła archiwum muzyczne. Interesowały ją szczególnie melodie weselne i związane z innymi obrzędami. Utwory, które sama pisała, inspirowane były muzyką innych regionów i po latach na stałe weszły do wilamowskiego repertuaru. Są uważane za lokalne.
Pisała wiersze w języku polskim i teksty piosenek. Niektóre przechował Jan Tacina. Stanecka współpracowała ze Stanisławem Jareckim.
Była radną powiatową przez 20 lat.
Dla zespołu stworzyła kolekcję stroju wilamowskiego, pomagała również zespołom Śląsk i Mazowsze w tworzeniu ich kolekcji stroju wilamowskiego. „Zrekonstruowała” męski strój wilamowicki, choć większość jego współczesnych elementów nie ma związku z oryginałem sprzed kilkuset lat. Część jej kolekcji od 1995, gdy zlikwidowano zespół, jest własnością Miejsko-Gminnego Ośrodka Kultury w Wilamowicach.
Jej mężem był Mieczysław Stanecki, którego poślubiła w 1948. Małżeństwo było bezdzietne. Rozpadło się po kilku latach.
Została pochowana w rodzinnym grobowcu na cmentarzu komunalnym w Wilamowicach.

## Odznaczenia
Została odznaczona Krzyżem Kawalerskim Orderu Odrodzenia Polski.